# Abbaye de La Clarté-Dieu (Eaunes)
Pour les articles homonymes, voir Abbaye de la Clarté-Dieu.
L’abbaye cistercienne de La Clarté-Dieu est une « arrière-petite-fille » de l'abbaye de Cîteaux, issue du rameau de l’abbaye de Morimond, et fille de l'abbaye de Planselve. Elle fut fondée en 1150.

## Localisation
L'abbaye est située sur la commune d'Eaunes, dans la Haute-Garonne en région Occitanie à six kilomètres au sud-est de Muret dans un vallon ombragé au bord du ruisseau de la Grange. Accès par la RN.20 en direction d’Andorre.

## Histoire
L’abbaye cistercienne de la Clarté Dieu est fondée en 1150 près de Muret par des moines cisterciens venus de l'abbaye de Berdoues sur des terres octroyées par les seigneurs de Montaut. Les premiers bâtiments sont probablement en bois et il faut attendre le début du XIVe siècle, pour voir s’achever la construction en dur de l’église et du monastère qui sont pillés un siècle plus tard. Au début du XVIIe, un premier déclin impose des restrictions et des ventes de terres. L’année 1790 voit la fin de l’abbaye, la dispersion des religieux et la liquidation des terres et des immeubles.
- MORIMOND, 1115, diocèse de Langres (autrefois Fresnoy-en-Bassigny, actuellement Parnoy-en-Bassigny, Haute-Marne)
  - Notre-Dame de Berdoues (ou Berdouès), 1137, diocèse d'Auch (Berdoues, Gers)
    - Abbaye de Planselve, 1142, (Gimont, Gers)
      - La Clarté-Dieu, 1150, diocèse de Toulouse (Eaunes, Haute-Garonne)

## Architecture
L'abbaye comprend deux parties principales maçonnées en "briques" rose de Toulouse, :
- Le prieuré, inscrit au titre des monuments historiques en 1992[4], est une construction du XVIIe siècle[2], qui comprend des parties encore visibles aujourd'hui, certaines ayant bénéficié d'importantes réfections:
  - le bâtiment conventuel, modifié au XVIIe siècle lors des aménagements de l’abbé Barthélemy de Grammont conseiller au parlement de Toulouse et prieur d’Eaunes à partir de 1637, comprend la salle du conseil municipal, un escalier à volée droite orné d'une rampe du XVIIe siècle et une médiathèque (Marie de France, inaugurée le 11 octobre 2008)[5],
  - on relève sur la façade le bâtiment les restes du cloître qui était bordé d'arcades et à l'est du parc attenant un pigeonnie a été détruit durant l'été 2013[6].
- L’église abbatiale adoptait la disposition des églises en croix latine, le chevet orienté vers l’est. La nef comportait cinq travées avec bas-côtés latéraux. Une voûte croisée d’ogives la surmontait et le transept, vaste coupole de 9 mètres de diamètre qui a dû être démolie en 1661 couronnait l’édifice. Diverses difficultés rencontrées par la communauté ont fait que dès le XVIIe siècle, l’église a été raccourcie : un mur a été édifié, séparant le corps principal de l’église des quatre travées de la nef. En 1967, le chœur et le transept (seules parties qui ne sont pas tombées en ruine, à la suite de la destruction en 1974-75 de la nef déjà en partie effondrée et du clocher) sont classés monuments historiques en 1967, le reste de l'église étant déjà inscrit depuis 1932[7]. Elle comportait des grandes orgues, bénies le 7 octobre 1860, jour de la fête de Saint-Léger[8], saint patron du village[2]. Un ancien cimetière est attenant à la nef, côté sud.

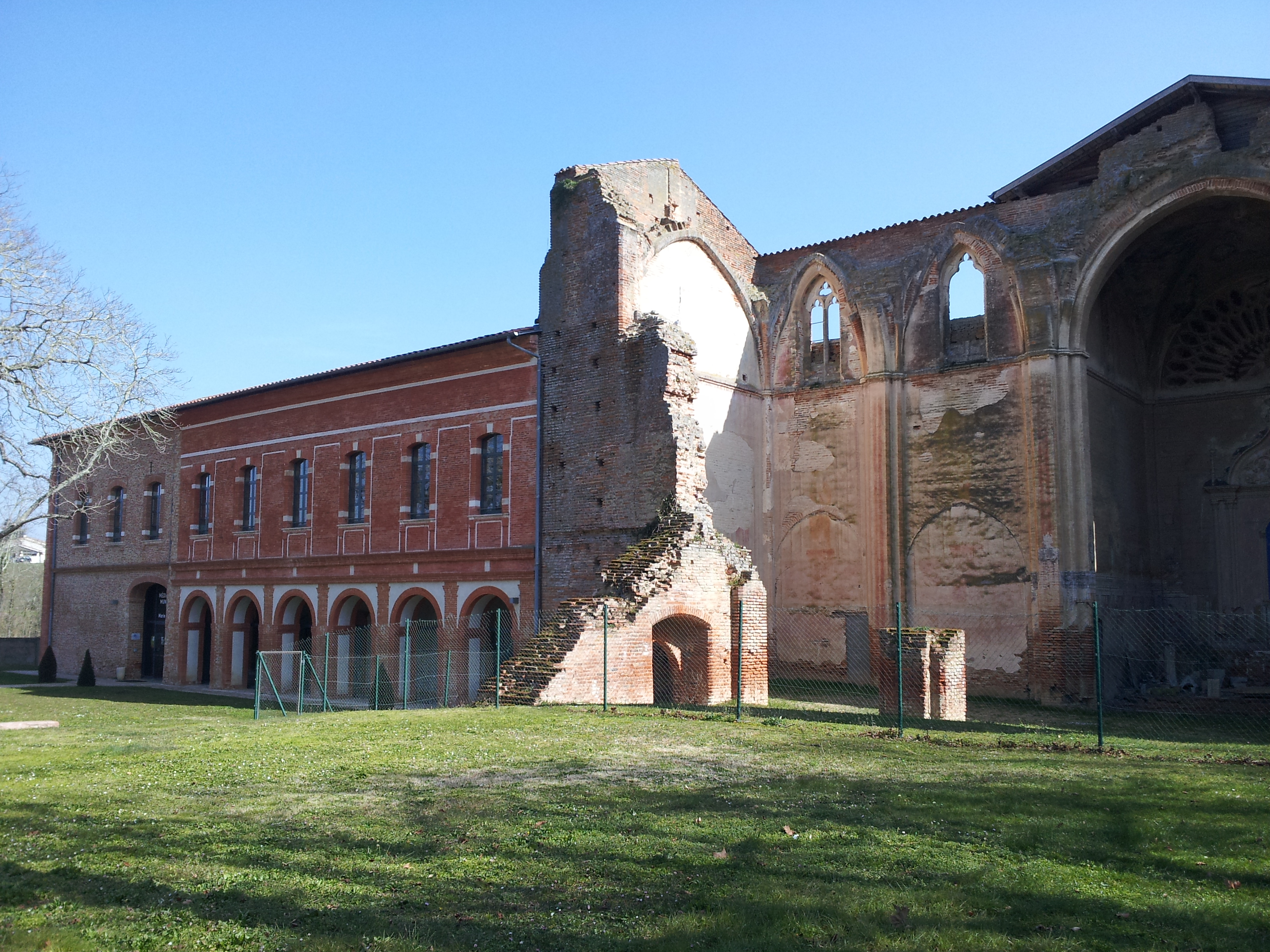
Bâtiment conventuel.
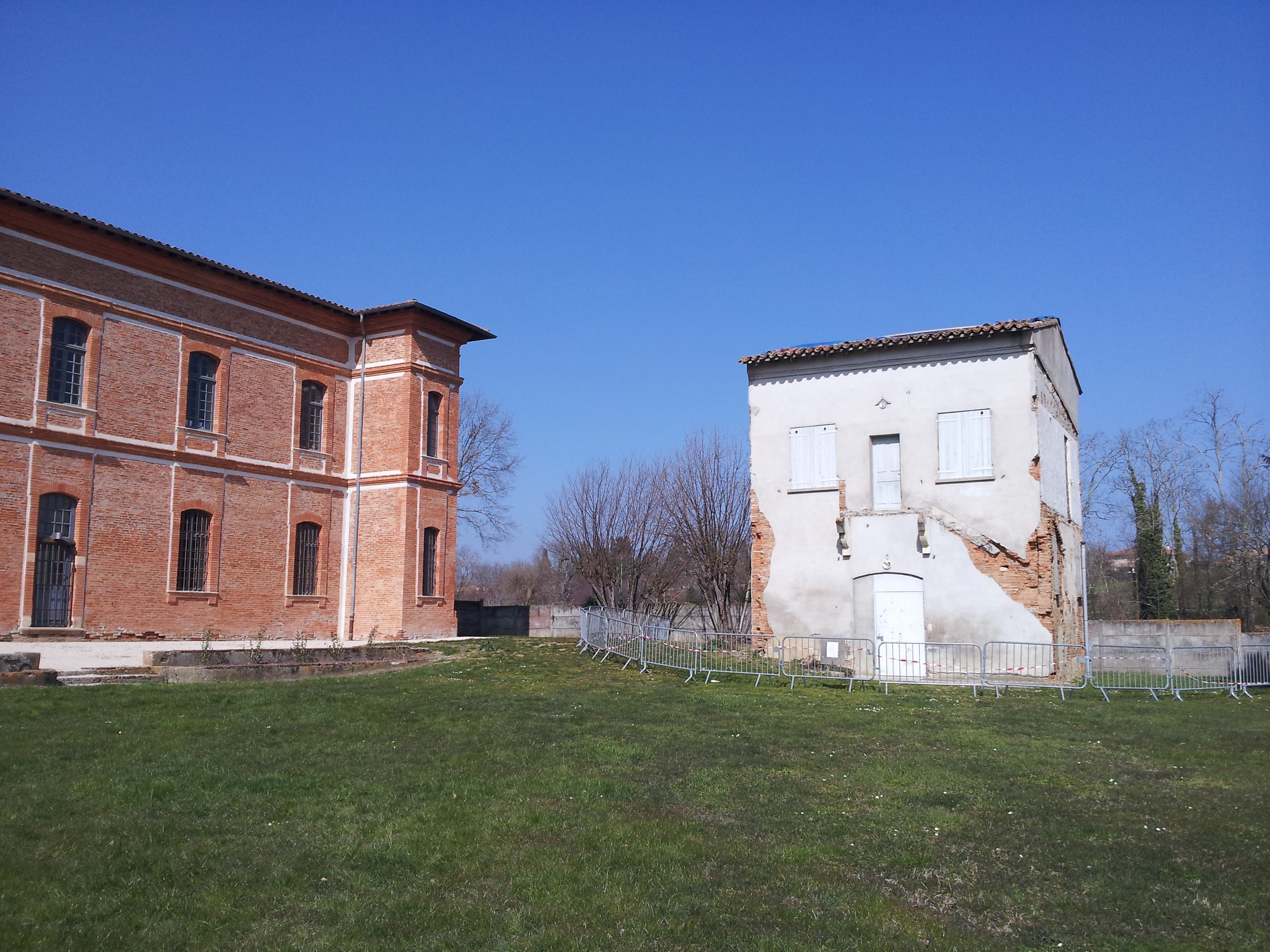
Parc attenant et pigeonnier (côté est).
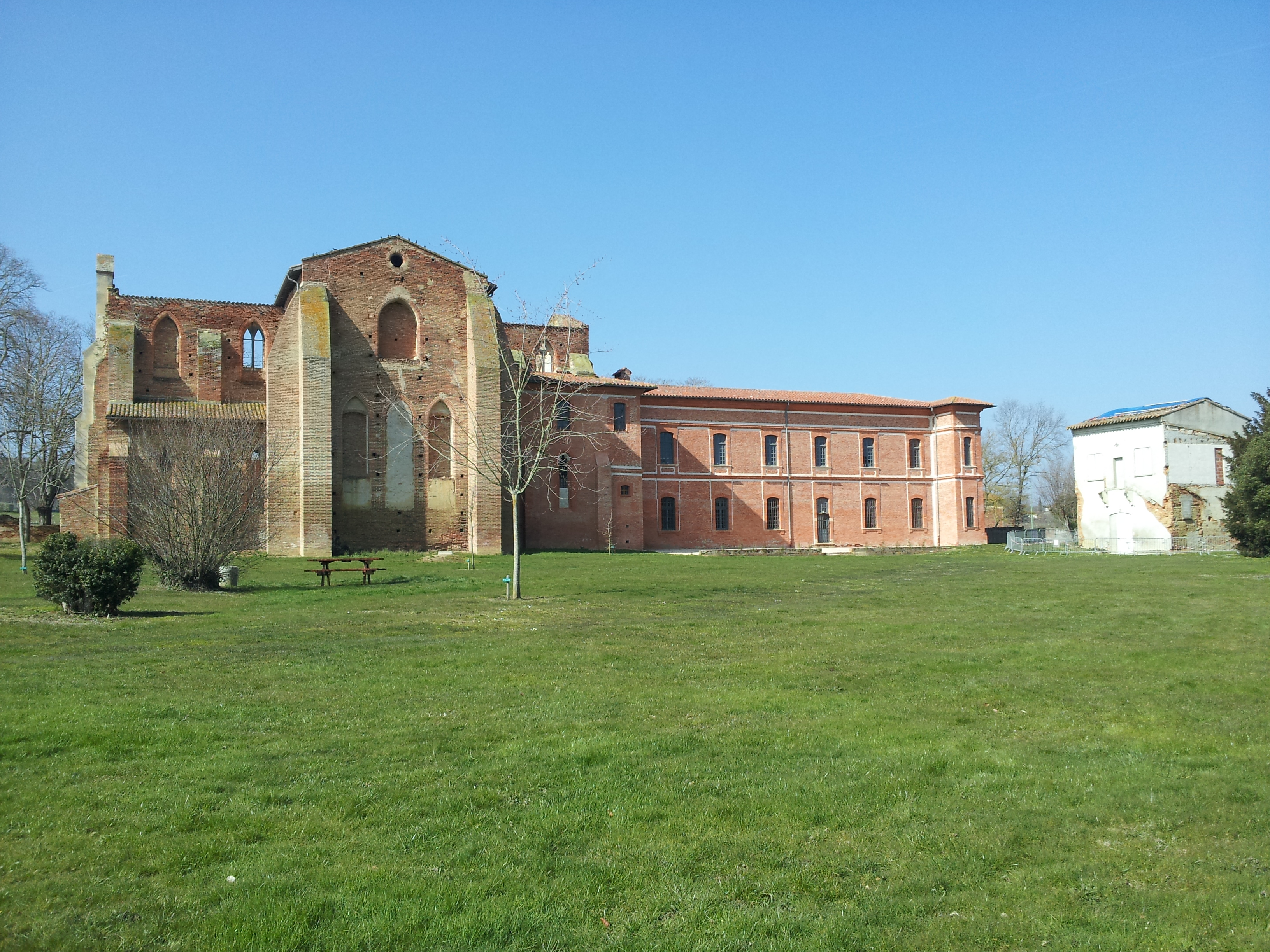
Vue globale depuis le parc attenant (côté est)
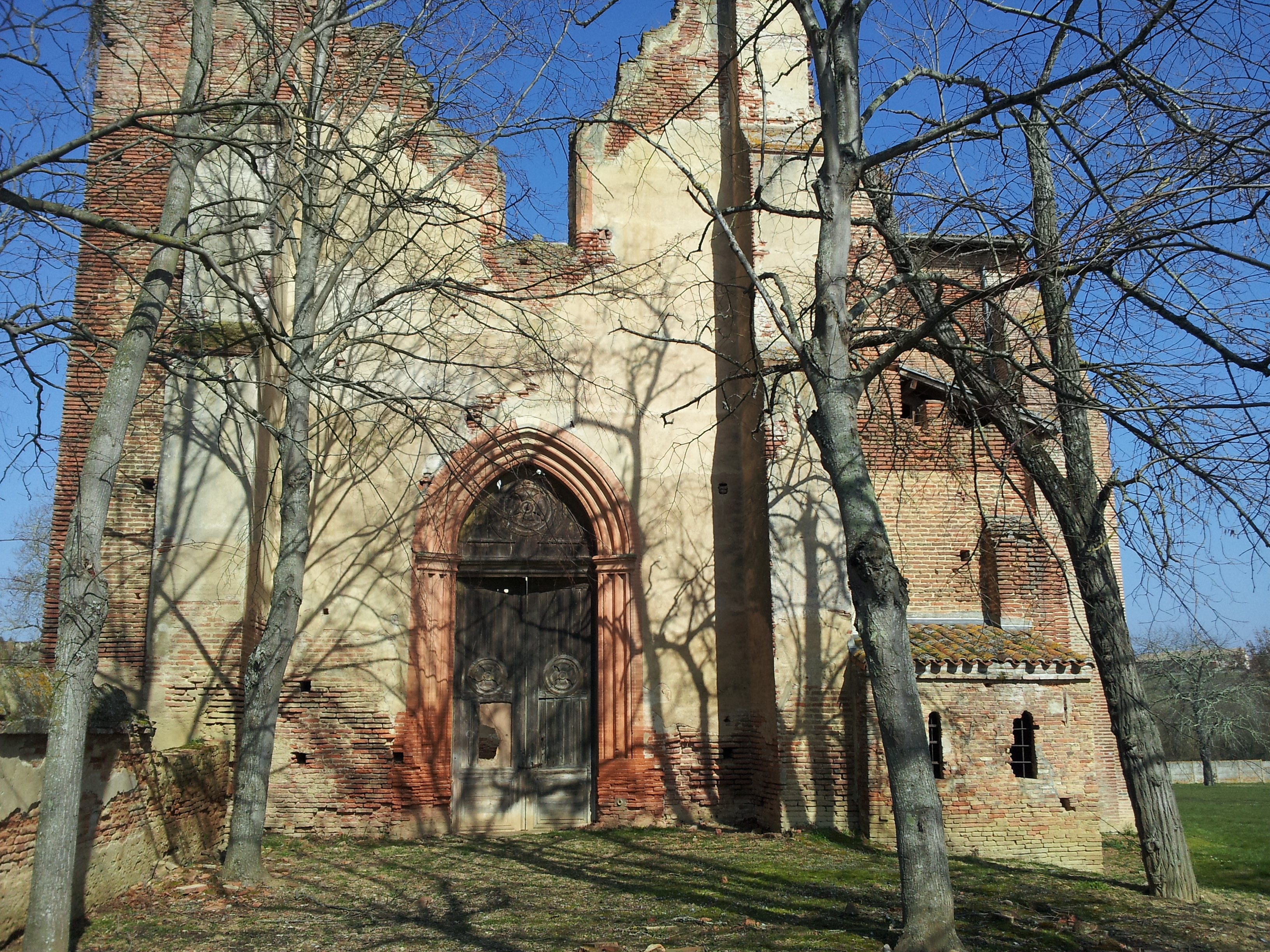
Entrée Sud.
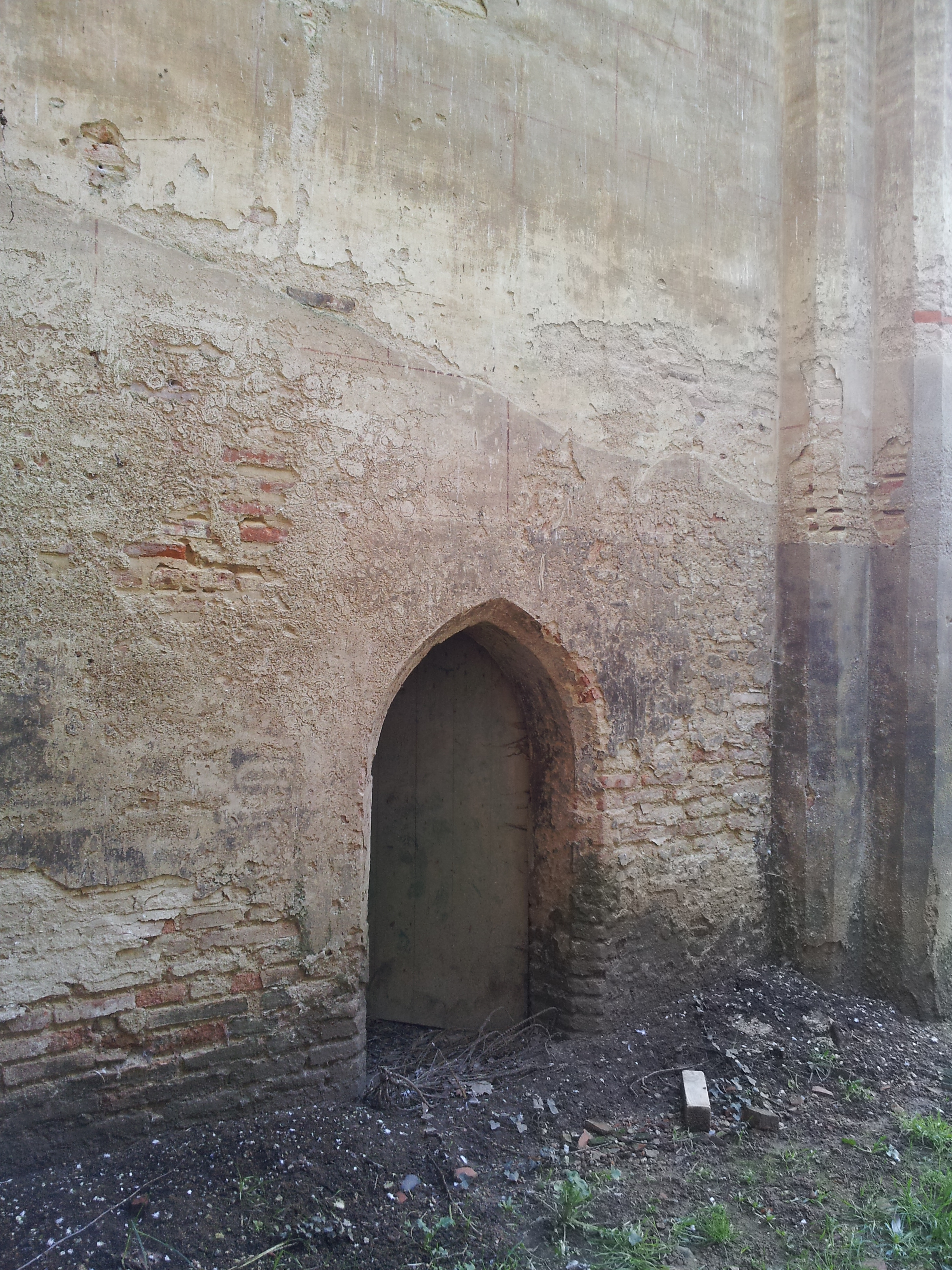
Entrée du clocher.
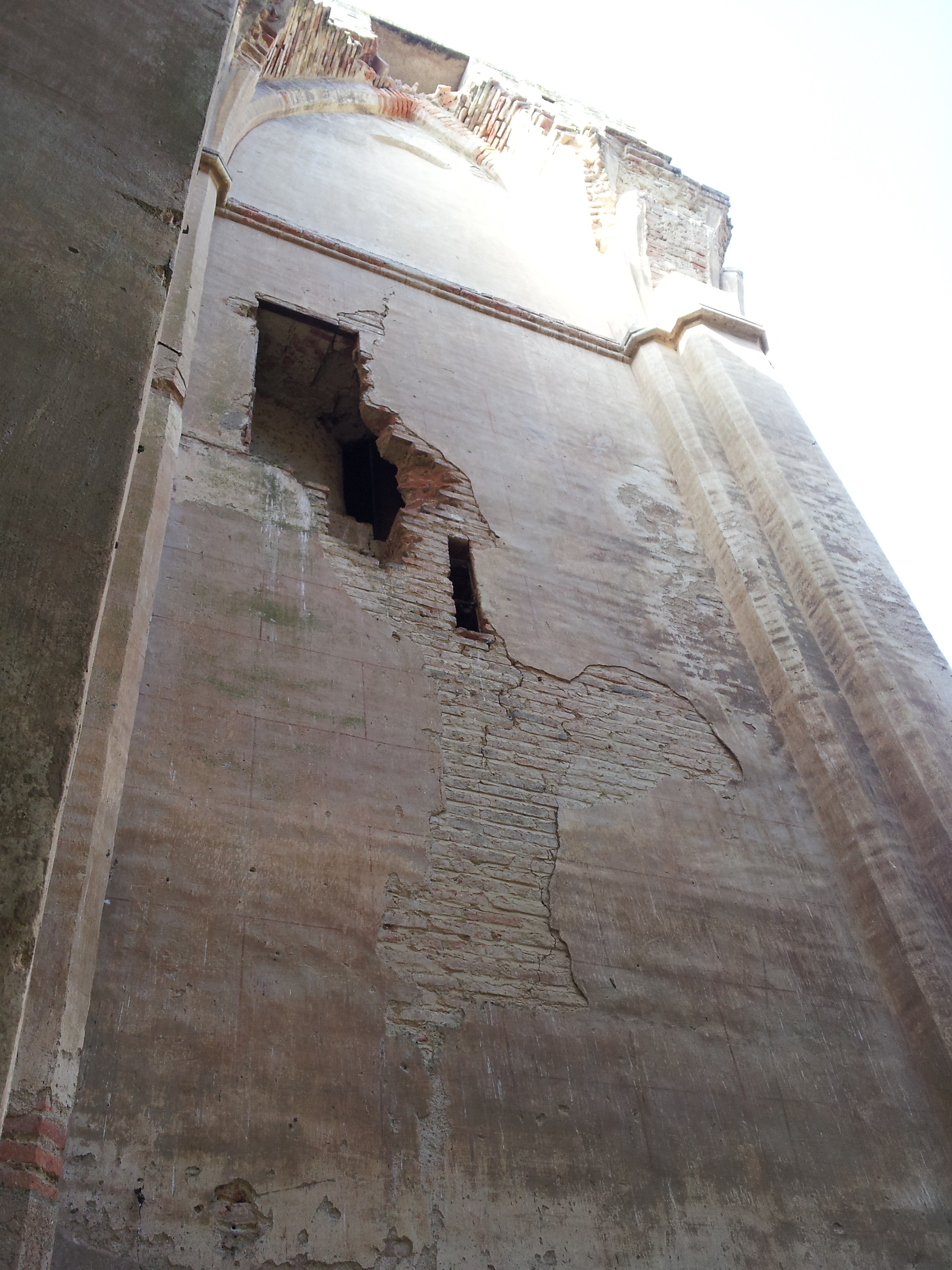
Détail du clocher.
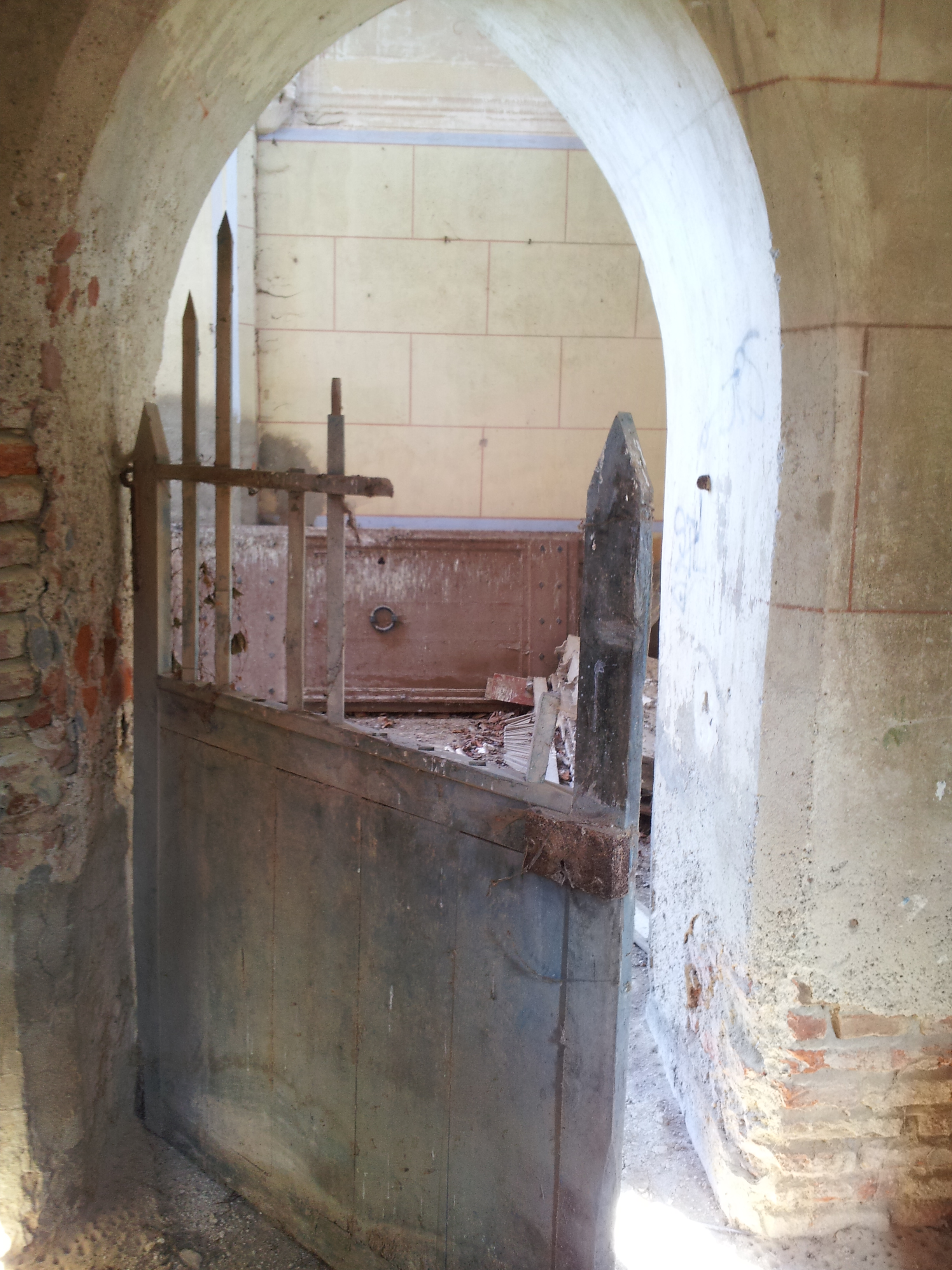
Chapelle en ruines.
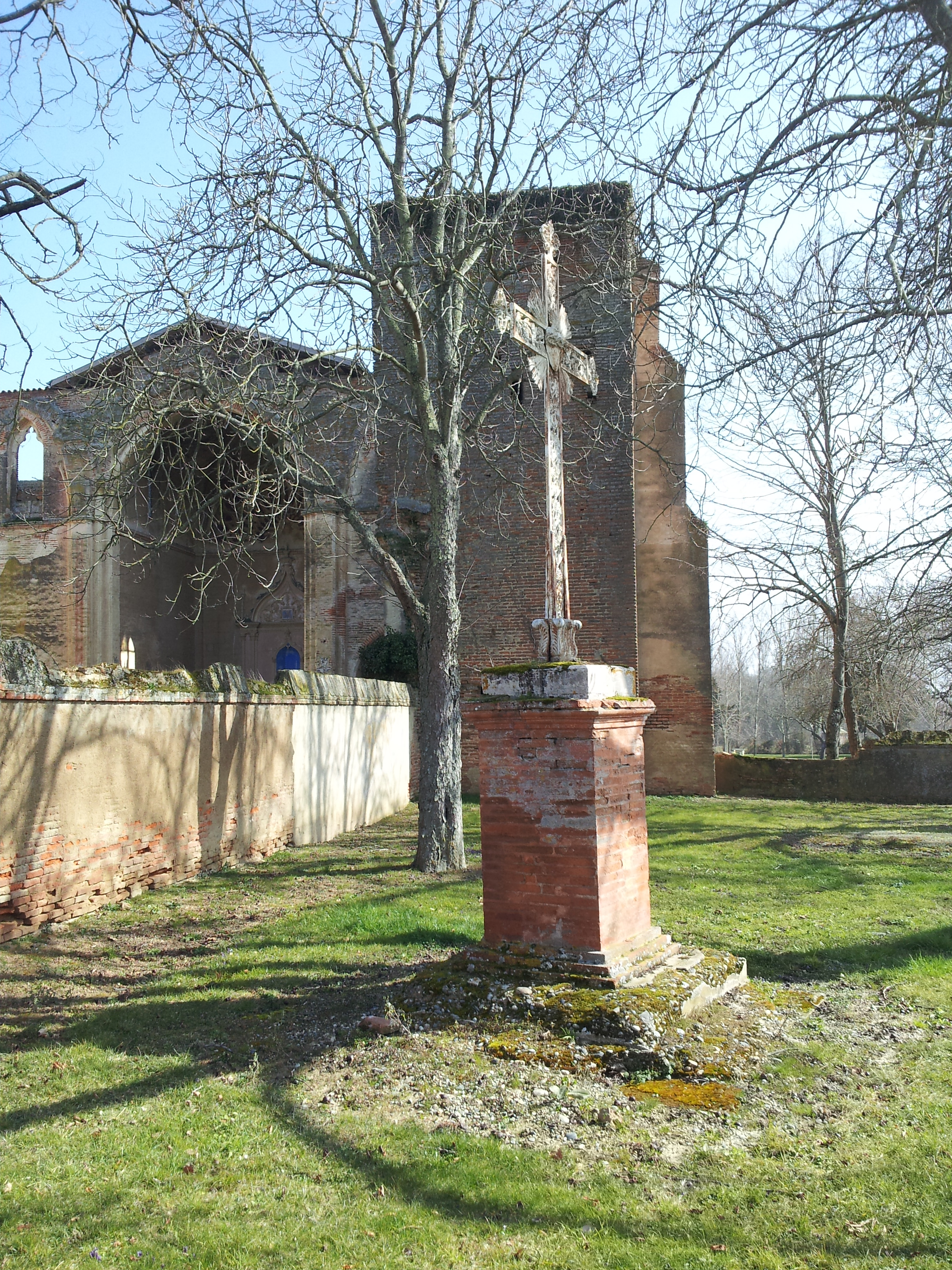
Cimetière attenant (côté sud).
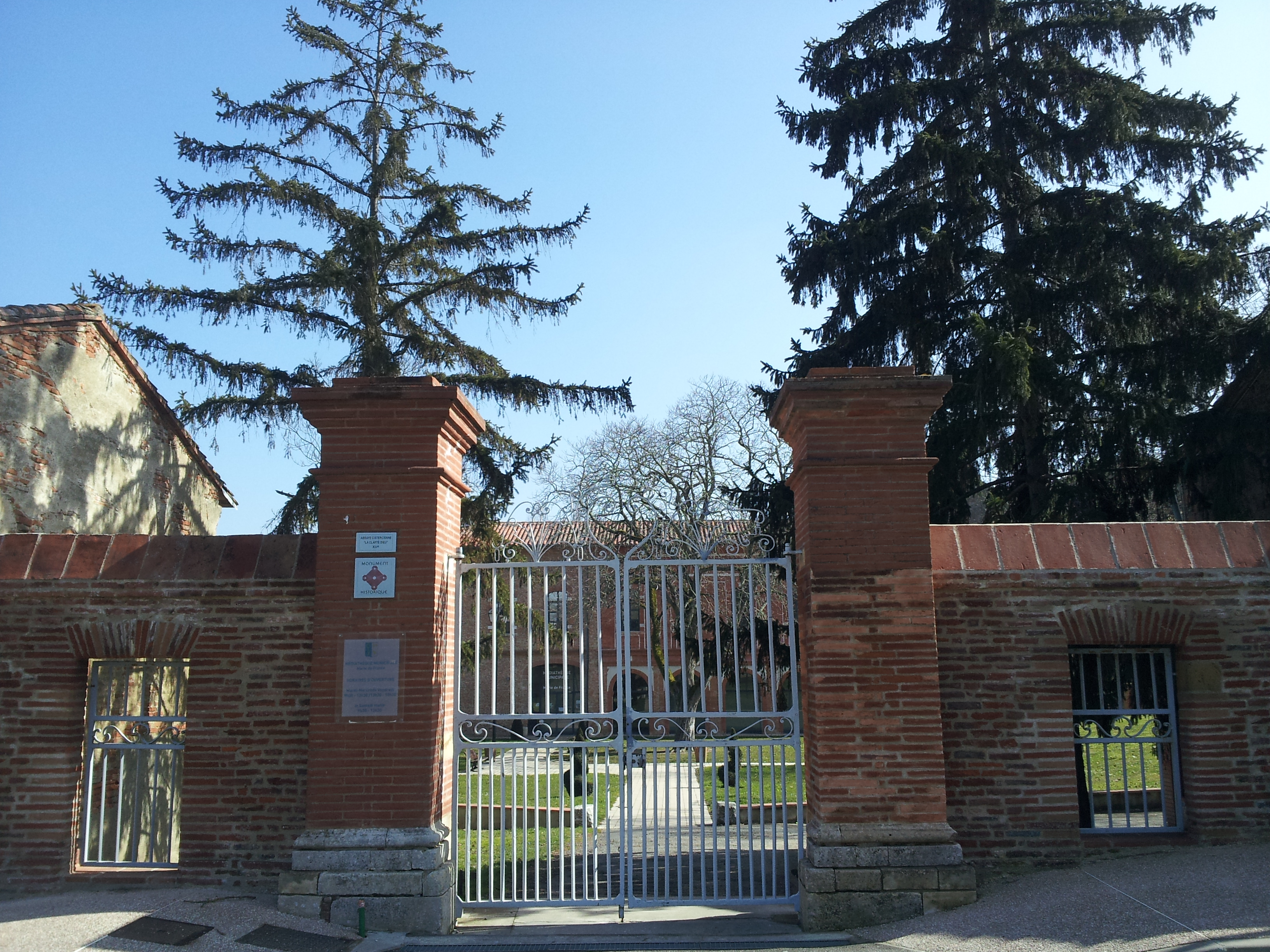
Entrée principale de la médiathèque.
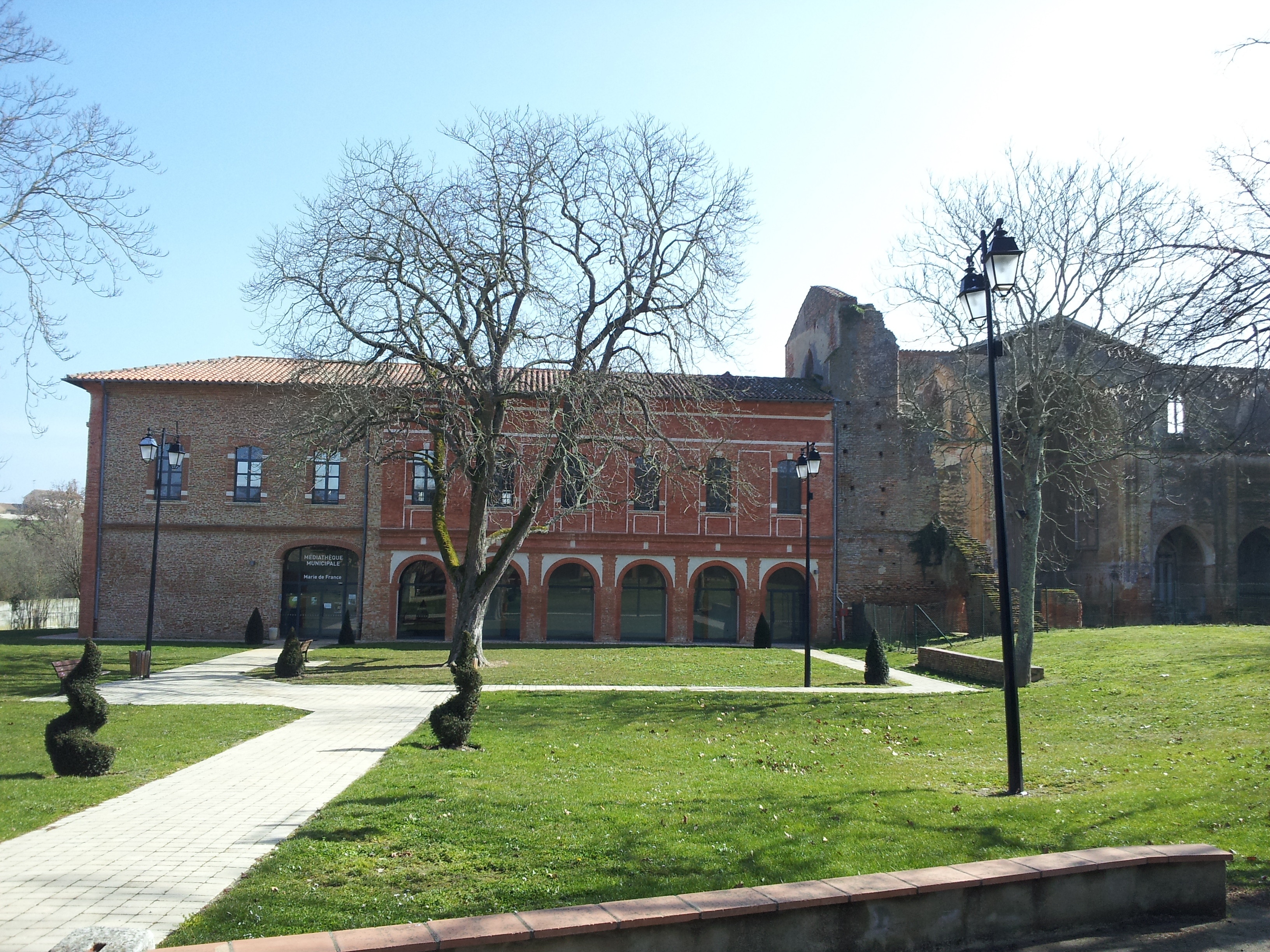
Médiathèque (dans le bâtiment conventuel).

## Héraldique
Ses armoiries peuvent se blasonner ainsi :
D'azur, à une Notre-Dame, tenant un petit Jésus, d'or, assise sur une nuée d'argent.